# Нантёй-Нотр-Дам
Нантёй-Нотр-Дам (фр. Nanteuil-Notre-Dame) — коммуна во Франции, находится в регионе Пикардия. Департамент коммуны — Эна. Входит в состав кантона Фер-ан-Тарденуа. Округ коммуны — Шато-Тьерри.
Код INSEE коммуны — 02538.

## Население
Население коммуны на 2010 год составляло 67 человек.
| 1962 | 1968 | 1975 | 1982 | 1990 | 1999 | 2010 |
| ---- | ---- | ---- | ---- | ---- | ---- | ---- |
| 85   | 71   | 65   | 51   | 76   | 76   | 67   |

## Экономика
В 2010 году среди 42 человек трудоспособного возраста (15—64 лет) 26 были экономически активными, 16 — неактивными (показатель активности — 61,9 %, в 1999 году было 61,7 %). Из 26 активных жителей работали 25 человек (14 мужчин и 11 женщин), безработным был 1 мужчина. Среди 16 неактивных 3 человека были учениками или студентами, 6 — пенсионерами, 7 были неактивными по другим причинам.